# Crnetići
Crnetići (cyr. Црнетићи) – wieś w Bośni i Hercegowinie, w Republice Serbskiej, w gminie Foča. W 2013 roku liczyła 4 mieszkańców.